# Epafrodito (Nuevo Testamento)
Epafrodito (en griego: Ἐπαφρόδιτος) es una figura del Nuevo Testamento que aparece como un enviado de la iglesia de Filipos para ayudar al apóstol Pablo. Es considerado un santo de la Iglesia ortodoxa y de la Iglesia católica, primer obispo de Filipos y de Andriaca (hay al menos dos ciudades antiguas llamadas Andriaca, una en Tracia y otra en Asia Menor), y primer obispo de Terracina, Italia. Hay poca evidencia de que todos fueran el mismo hombre.

## Nombre
Epafrodito aparece en el Nuevo Testamento en las cartas a los Filipenses. Este es un «nombre personal común», que se deriva de Afrodita y que significa «encantador»; además, el nombre propio se encuentra en los papiros con ortografía alternativa (81-2 a. C.): Epaphrodeitos, Epaphrodeiton. El nombre corresponde al latín Venustus (= guapo), y era muy común en la época romana. J. B. Lightfoot dice que «el nombre aparece con mucha frecuencia en inscripciones tanto griegas como latinas, ya sea en su totalidad Epafrodito o en su forma contraída Epafras.»
Su uso adjetival también es evidente en el papiro de finales del siglo II d. C., «durante la deliciosa prefectura [te epaphrodeito] de Larcius Memor».
Algunos vinculan a Epafrodito con otro nombre propio en el Nuevo Testamento, Epafrás con la sugerencia de que este último es una «forma contraída» o «preferida» del enviado de Filipos. Sin embargo, se trata de una coincidencia y no hay indicios de que se trate de la misma persona.

## Biografía

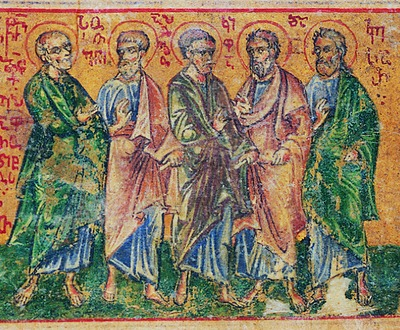
Representación de Epafrodito, Sóstenes, Apolos, Cefas de Iconio y César de Dirraquio

Epafrodito era un compañero misionero cristiano de San Pablo y sólo es mencionado en Filipenses 2:25 y 4:18.
Epafrodito era el delegado de la comunidad cristiana en Filipos, enviado con su regalo a Pablo durante su primer encarcelamiento en Roma o en Éfeso. Pablo, en 2:25, lo llama «mi hermano, mi compañero de trabajo y de armas». «Las tres palabras están dispuestas en una escala ascendente: simpatía común, trabajo común, peligro común y trabajo y sufrimiento.» Se le describe como un delegado autorizado (mensajero). Fue enviado también como ministro (λειτουργός) para las necesidades de Pablo (2:25), haciendo por Pablo lo que la comunidad de Filipos no pudo hacer (2:30). La designación leitourgos deriva del uso cívico griego, que indica «servidor público», a menudo alguien con recursos financieros para cumplir sus funciones, por lo que Epafrodito pudo haber sido no sólo un funcionario de la iglesia de Filipos, sino una persona con recursos, capaz de costear el regalo de esa comunidad a Pablo (4:18).
A su llegada, Epafrodito se dedicó a «la obra de Cristo», como asistente de Pablo y como asistente en la obra misional. Trabajó con tanta asiduidad que perdió la salud y, en palabras de Pablo, «enfermó y casi muere». Sin embargo, se recuperó y Pablo lo envió de regreso a Filipos con esta carta para calmar la alarma de sus amigos, que habían oído hablar de su grave enfermedad. Pablo rogó por él que la iglesia lo recibiera con gozo y que «estimen siempre a los que son como él» (2:29).
El comentarista bíblico William Barclay sugirió que Epafrodito podría ser la persona más probable para ser identificado con el árbitro anónimo a quien Pablo llamó (en su epístola) para intervenir en el desacuerdo entre los miembros de la iglesia Evodia y Síntique.
La lista de los Setenta Discípulos de Hipólito incluye a «Epafrodito, obispo de Andriace».